# Tillamook, Oregon
Thành phố Tillamook (IPA: [ˈtɪ lə mək]) là quận lỵ của Quận Tillamook, tiểu bang Oregon, Hoa Kỳ. Thành phố nằm ở phần cuối đông nam của Vịnh Tillamook bên bờ Thái Bình Dương. Nó được đặt tên theo bộ lạc Tillamook người bản thổ châu Mỹ, một bộ lạc nói tiếng Salishan sinh sống trong vùng này từ đầu thể kỷ 19. Dân số là 4.352 theo Điều tra Dân số Hoa Kỳ năm 2000. Ước tính năm 2006 là 4.675 cư dân.

## Kinh tế
Trong lịch sử, kinh tế của Tillamook dựa vào nông nghiệp bò sữa. Đất canh tác xung quanh thành phố được dùng để nuôi bò sữa, là nguồn cung cấp cho các sản phẩm sửa, phó mát, kem và các sản phẩm sửa khác. Hàng triệu người viếng thăm nhà máy sản xuất phó mát (nằm phía bắc Tillamook trên Quốc lộ Hoa Kỳ 101) mỗi năm.
Cũng có một ngành công nghiệp gỗ lớn mà đã hồi sinh trở lại nhờ trồng rừng theo sau những vụ cháy rừng nổi tiếng tại Tillamook trong giữa thế kỷ 20.
Tillamook cũng phục vụ du khách trên đường đến các bờ biển Oregon và cũng là một nơi để tìm một căn nhà thứ hai để nghỉ mát.
Bảo tàng Hàng không Tillamook gồm có trên 30 máy bay chiến đấu nằm ở ngay phía nam của thành phố. Tòa nhà của bảo tàng, một điểm mốc có thể nhìn thấy từ Quốc lộ Hoa Kỳ 101, trước đây là một nhà chứa máy bay được xây trong Chiến tranh thế giới thứ hai như một phần của Trạm Không lực Hải quân Tillamook.

## Địa lý
Tillamook nằm ở vị trí 45°27′19″B 123°50′33″T / 45,45528°B 123,8425°TĐã đưa tham số không hợp lệ vào hàm {{#coordinates:}} (45.455230, -123.842384)1.
Theo Cục Điều tra Dân số Hoa Kỳ, thành phố có tổng diện tích là 4,0 km² (1,5 mi²), tất cả là đất.

## Giao thông
- Phi trường Tillamook